# Shell Ocean Discovery XPRIZE
Shell Ocean Discovery XPRIZE（シェル・オーシャン・ディスカバリー・エックスプライズ）は、Xプライズ財団が主催する水中探査ロボットによる、4000m級の海底探査を競うコンテストの名称である。

## 概要
これまでにAnsari X PrizeやGoogle Lunar X Prizeを主催してきたXプライズ財団による主催で各チームが製作した水中探査ロボットで4000m級の海底を探査するという競技でシェル石油がメインスポンサーを務め、アメリカ海洋大気庁（NOAA）とあわせた賞金は総額700万ドル。
2015年にエントリーした32組のうち技術提案書審査により、21組が2017年9月開催予定のRound1に選出され、進出チームは25カ国から集まった350人ほどの参加者で構成され、半数近い170人が学生で構成される。Round1進出チーム21組の中で、10組のみが2018年9月開催予定のRound2に進出する予定だったが、進出チーム数の上限は撤廃された。
参加チームの潜水機の形態は水中グライダー、水中ドローン、自律型無人潜水機、人工知能、大規模コンピューティングプラットフォームなど、多種多様である。
日本からは東京大学生産技術研究所、海洋研究開発機構、九州工業大学、海上・港湾・航空技術研究所、三井造船、日本海洋事業、KDDI総合研究所、ヤマハ発動機による超広域高速海底マッピングをミッションとする共同研究チーム「Team KUROSHIO」と「Project WADATSUMI」が参加する。
技術的な難易度が高いため勝利者が出ない可能性もあるが、主催者としては参加チーム間の交流が促進される事により、この分野の研究開発が促進される事を企図している。
当初はプエルトリコ沖で開催予定だったが、ハリケーンによる被害のため変更された。Round1の開催時期は2017年11月～2018年2月に変更になった。
2018年10〜11月に開催予定のRound2には以下の9チームが進出する。
ARGGONAUTS
ドイツ・カールスルーエのグンナー・ブリンクが率いるチームで深海向けと海面向けの2つの自律船が開発される。
ブルー・デビル・オーシャン・エンジニアリング
デューク大学のチームで回収可能なソナー潜航艇を投下できる重量物運搬空中ドローン。
CFIS
複数のAUVでレーザーを使って、海底のマッピングとイメージングを行う。
GEBCO-NF Alumni
GEBCO・日本財団のプログラム修了生達で構成されるチームで革新的な無人水上船を開発する。
KUROSHIO
日本の大学・研究機関・企業が所有する技術を一体化したAUVとASVを使用。
パイシス
ポルトガルから参加でINESC TEC（ポルト）とCINTAL（アルガルベ）による協業的ロボットを活用したPISCESシステム。
チーム・タオ
英国ニューカッスルから参加で海面から深海まで高速探査ができる自律的スウォームシステムを開発中。
テキサスA&Mオーシャン・エンジニアリング
学生が主導するドローン船とAUVを使用。
バージニアDEEP-X
米国バージニア州から参加、低コストの小型潜水艇を開発。

## 競技項目
4,000mまでの水深の超広範囲（100km2以上）の海洋底の高精度（解像度：水平5m、垂直50cm 以上）の3次元地図を作成する競技で技術提案書審査、水深2,000mまでの実海域試験であるRound1、水深4,000mまでの実海域試験であるRound2という3つの関門がある。海底地図作成の最高解像度を実証し、速度、自律性、水深に関する最低限の要件を満たすスコアで評価される。
- 調査海域へのロボットの展開・回収も含めて、有人支援母船を使用せず、調査海域への人の立ち入りは禁止される
- オペレーターは調査海域外からであれば水中探査ロボットを制御してもかまわない
- 機材の持込みは40フィート（12,192mm）コンテナ 1つまでに制限される
- 調査後48時間以内で海底地形図の作成、提出

Round1（当初は2017年9月開催予定だったが2017年11月～2018年2月に変更）
水深2,000mでの実海域試験で、16時間以内に最低100km2以上の海底地図作成、海底ターゲットの写真を5枚撮影当初はプエルトリコ沖で開催する予定だったが、審判団が各チームを訪問することになった。Round1での審査項目は自律性、衝突回避、データ回収、潜航能力、持久性、画像撮影、マッピング解像度、航法、耐航性、サイズおよび重量、速度。
Round2（当初は2018年9月開催予定だったが2018年10〜11月に変更）
最大10チームが進出する予定だったが上限が撤廃された。水深4,000mでの実海域試験で、24時間以内に最低250km2以上の海底地図作成、海底ターゲットの写真を10枚撮影
精度と速度が要求され、最も高精度な地図の作成チームに400万ドルが授与され、次点チームには100万ドル、上位10チームまではマイルストーン賞として100万ドルが分配され、さらにアメリカに拠点を置くチームで生物学的、科学的、地質学的な新発見をしたチームに対して海洋大気庁（NOAA）から、100万ドルが授与される。